# Sexteto Habanero
El Sexteto Habanero, más tarde convertido en Septeto Habanero, fue un grupo de música cubana fundado en La Habana en 1920. Este grupo se transformaría más tarde en una institución cultural de primer orden en la música popular cubana.

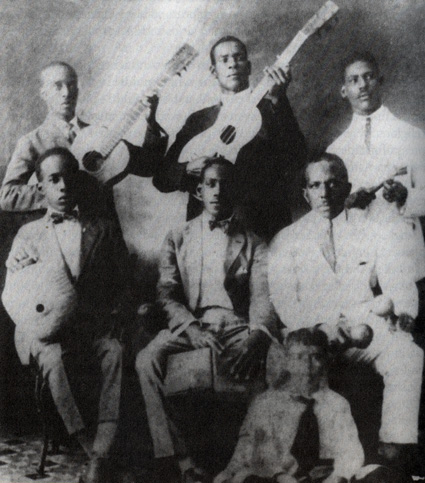
Foto del Sexteto Habanero. Nótese la botija que sostiene el primer personaje sentado a la izquierda.

## Creación
El Cuarteto Oriental había sido fundado en 1918 en La Habana por Ricardo Martínez, originario de Santiago de Cuba. El fundador deja el grupo y el cuarteto se transforma en sexteto. Como los seis refundadores eran nativos de la Habana, el nuevo nombre del grupo se impuso naturalmente. 
En sus orígenes, el grupo contó con los siguientes músicos : 
- Felipe Neri Cabrera Urrutia (1876-1936), vocal y maracas. Felipe era también compositor, como lo demostraría en temas como Las Maracas o Nieve de mi vida, grabada con su esposa Juana González, quien fuera la autora del famoso son Loma de Belén.
- Gerardo Martínez Rivero, voz y contrabajo, llamado « El Príncipe » por su elegancia. Compuso los temas Coralia, Elena la Cumbanchera, Diana Habanera y El Florero, entre otras;
- Carlos Godínez (Casablanca 1886-1952 Marianao), reemplazo de Ricardo Martínez en el «tres», (especie de guitarra cubana de tres órdenes dobles) y autor entre otras composiciones de Tribilín Cantore y Mujeres que gozan;
- Guillermo Castillo García, en la guitarra , autor de composiciones célebres como Tres Lindas Cubanas; Castillo nació posiblemente en 1880 y murió en la miseria en 1949;
- Antonio Bacallao en la «botija»,
- Oscar Sotolongo en los bongos, reemplazado por Agustín Gutiérrez desde 1925.

Tiempo después, también colaboraron con el grupo músicos como:
- José «Cheo» Jiménez (Cienfuegos 1910-1929) en voz prima, quien más tarde pasó al Sexteto Nacional. La muerte lo sorprendió con este grupo rumbo a la Feria de Sevilla y su cuerpo fue tirado al mar.
- El cantante Abelardo Barroso Dargelez (1905-1972). Quien trabajaría también con el Sexteto Nacional de Ignacio Piñeiro y con el sexteto de Alfredo Boloña
- Agustín Gutiérrez, coautor de Ahora si, en los bongoes;
- José María Incharte, «El Chino»
- Miguel García Morales (1902-1993), coautor de Ahora si, en 1930;
- Rafael « El Piche » Hernández, en 1926 voz y claves;
- Andrés Sotolongo en bongos en 1930;
- José Interian en la trompeta en 1930.

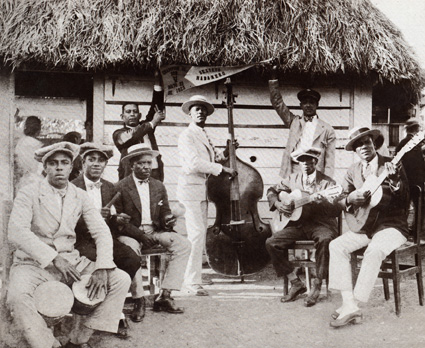
Septeto Habanero.

## Repertorio
Su repertorio estaba basado en las composiciones de sus miembros y en las de otros reputados compositores como Ernesto Lecuona, Eliseo Grenet, Ignacio Piñeiro o Miguel Matamoros.

## El septeto
El Sexteto Habanero se transforma en septeto al incorporar a Enrique Hernández como trompetista, quien es reemplazado a los pocos meses por Félix Chappottín (1909-1983). Tiempo después Chapottín dejaría el septeto y formaría un grupo con el legendario tresero Arsenio Rodríguez.
En 1949 el septeto se reforzó con el piano de Guillermo Castillo Bustamante, nacido en 1910 en Venezuela, donde murió en 1974. Este músico no debe confundirse con Guillermo Castillo García, fundador del grupo.
En 1952 el cantante lo fue Manolo Furé Zerquera.
Después de 1964, Germán Pérez Ibanez se convierte en líder de la formación.
El sexteto habanero se mantiene activo, no obstante y por razones lógicas de tiempo, sus miembros no son ya los originales.